# Fa (nota)

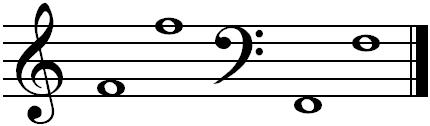
Fa.

Fa en notación latina o F en notación anglosajona, es el nombre de la cuarta nota musical de la escala diatónica de do mayor.

## Nombre
Antes de la adopción del solfeo, se utilizaba la notación alfabética conforme a la cual las notas eran designadas por letras. En este sistema la nota fa corresponde a la letra «F». En diversos idiomas se mantiene esta denominación. 
Posteriormente el nombre de esta nota fue «fa», que deriva del inicio del cuarto verso del himno religioso Ut queant laxis, usado por Guido d'Arezzo para nombrar todas las notas musicales. 
| Nota                       | Texto original en latín                                                                                | Traducción |
| -------------------------- | --- | --- |
| Ut - Do Re Mi Fa Sol La Si | Ut queant laxis Resonare fibris Mira gestorum Famuli tuorum Solve polluti Labii reatum Sancte Ioannes. | Para que puedan exaltar a pleno pulmón las maravillas estos siervos tuyos perdona la falta de nuestros labios impuros San Juan. |

## Altura
En temperamento igual el fa que está por encima del do central del piano tiene una frecuencia aproximada de 349 Hz. 
| Nombre alemán de las octavas | Notación científica | Notación franco-belga | Notación Helmholtz | Frecuencia (Hz). |
| ---------------------------- | ------------------- | --------------------- | ------------------ | ---------------- |
| Subsubcontraoctava           | F-1                 | fa-2                  | F͵͵͵ o ͵͵͵F        | 10.913           |
| Subcontraoctava              | F0                  | fa-1                  | F͵͵ o ͵͵F          | 21.827           |
| Contraoctava                 | F1                  | fa0                   | F͵ o ͵F            | 43.654           |
| Gran octava                  | F2                  | fa1                   | F                  | 87.307           |
| Pequeña octava               | F3                  | fa2                   | f                  | 174.614          |
| Octava prima                 | F4                  | fa3                   | f′                 | 349.228          |
| Octava segunda               | F5                  | fa4                   | f′′                | 698.456          |
| Octava tercera               | F6                  | fa5                   | f′′′               | 1396.913         |
| Octava cuarta                | F7                  | fa6                   | f′′′′              | 2793.826         |
| Octava quinta                | F8                  | fa7                   | f′′′′′             | 5587.652         |
| Octava sexta                 | F9                  | fa8                   | f′′′′′′            | 11175.303        |

## Representación gráfica

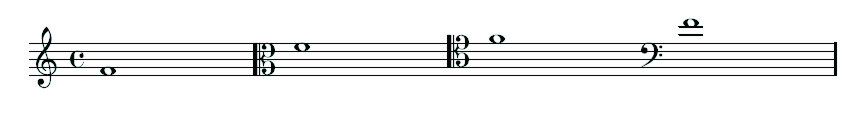
Fa en las cuatro claves más usuales.

- En clave de sol se sitúa en el primer espacio del pentagrama.
- En clave de do en tercera y en cuarta se sitúa respectivamente en el quinto espacio o en el primer espacio adicional sobre el pentragrama.
- En clave de fa en cuarta se sitúa en el espacio sobre la segunda línea adicional superior.